# Walter Warner

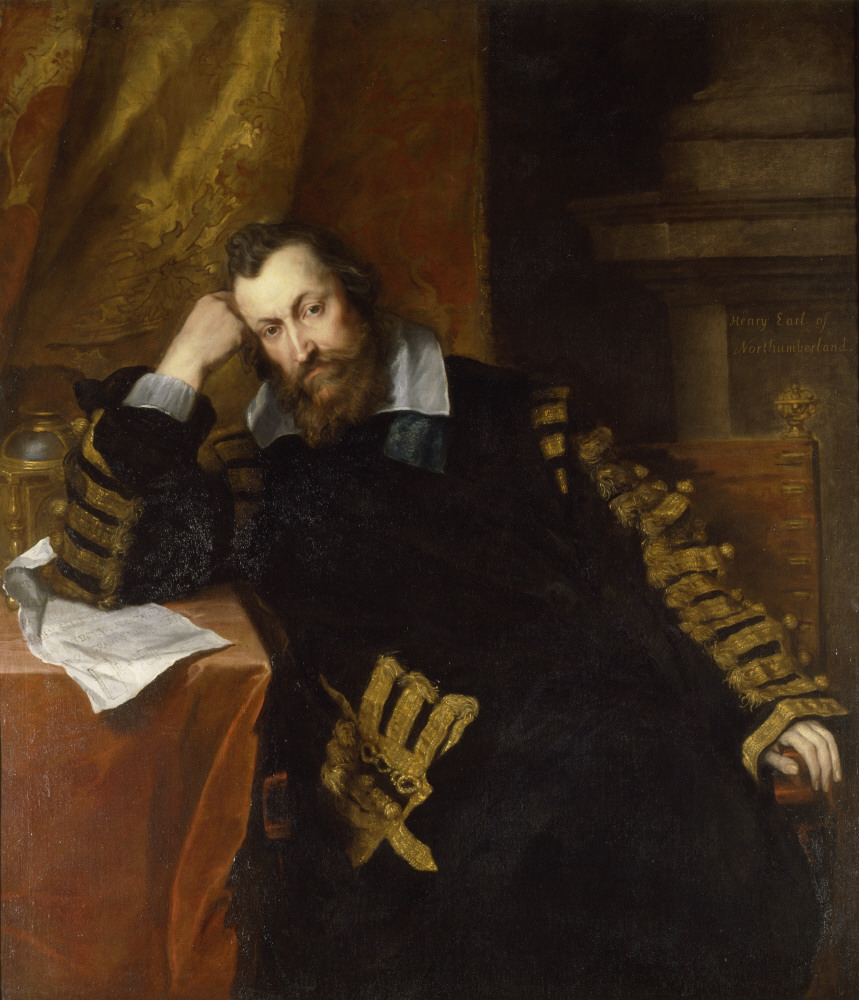
Henry Percy, protecteur de Walter Warner

Walter Warner, né dans le Leicestershire en 1563 et mort en 1643, est un mathématicien et scientifique anglais.

## Biographie
Après avoir fréquenté le College  Merton, d'Oxford, Walter obtint son diplôme final en 1578.
Protégé par le 9e comte de Northumberland, Henry Percy, il partageait avec Thomas Harriot et Robert Hues l'honneur d'être un des trois mages du Wizard Earl. Le comte le pensionnait pour ses expériences alchimiques (20 livres en 1595, 40 livres en 1607).
Après la mort du comte Henry, Walter Warner demeura client du 10e comte de Northumberland, puis  de Sir Thomas Aylesbury.
En 1630, il calcula un premier tableau des antilogarithmes (avec John Pell).
En 1631, il aida Nathanael Tarporley à l'édition de l'Artis Analyticae Praxis de leur ami commun Harriot.
Warner est connu pour avoir anticipé la découverte de la circulation du sang que John Protheroe(1582-1624) divulgua probablement auprès de William Harvey.
En contact avec Thomas Hobbes par l'entremise de Sir Charles Cavendish, il était aussi ami avec Robert Payne, chapelain de Cavendish.
Après sa mort, ses papiers ont été saisis et mis sous séquestre par les autorités religieuses.

## Travaux
Les œuvres de Warner ne furent pas publiées de son vivant. Marin Mersenne en connaissait cependant l'existence et a publié son « optique » dans Universae Geometriae (1646). 
Atomiste, croyant comme Giordano Bruno et Jean d'Espagnet dans un univers infini, Warner écrivit des ouvrages influencés par  Raymond Lulle.